# نیکی بیل نیلسن
نیکی بیل نیلسن (انگلیسی: Nicki Bille Nielsen؛ زادهٔ ۷ فوریهٔ ۱۹۸۸) بازیکن فوتبال اهل دانمارک است که در پست مهاجم بازی می‌کند.
وی همچنین در تیم‌های ملی فوتبال زیر ۲۱ سال دانمارک، و دانمارک بازی کرده‌است.
او ۱۷ بازی و ۸ گل برای تیم ملی فوتبال زیر ۲۱ سال دانمارک داشته‌است.